# العودة إلى أوز (فلم)
العودة إلى أوز أو ريتورن تو أوز (بالإنجليزية: Return to Oz) فيلم ترشح لجائزة الأوسكار ومنتج عام 1985 وهو تتمة وتكملة فيلم ساحر أوز.و قد أنتجته شركة والت ديزني دون تدخل مترو غولدوين ماير وهو الاستوديو الذي أنتج الفيلم الكلاسيكي الأول لاوز عام 1939، ولا وارنر بروس (وارنر إخوان) وهو الاستوديو الذي يملك حقوق إنتاج الفيلم اليوم. على أية حال، لم يحتج الأمر لموافقة أي من الشركتين لأنه بحلول عام 1985 طرحت كل كتب أوز للملكية العامة.و تم دفع إيجار ضخم لاستخدام الشبشب الياقوتي والذي لا يزال من ممتلكات شركة تايم وارنر. وأخرج الفيلم والتر مورش.
لم يحظ الفيلم بقبول كبير في دور العرض وأندية الفيديو ونال رؤى مختلطة من النقاد.ربما يرجع السبب في ذلك لأن معظم الافتراضات الأولية للمشاهدين عن أوز بنيت على أساس الفيلم الكلاسيكى الذي أنتجته من قبل مترو جولدن ماير; لكن على أية حال فقد أصبح الفيلم ذو شعبية كبيرة لعدد محدود لكن مؤثر من المعجبين (cult classic) لكن لم يتمكن من احراز مثل هذه الشعبية خارج هذا النطاق المحدود من المعجبين للاسف[انحياز].و كان كذلك لعدد كبير من البالغين والأطفال وحصل على أعلى إيراد من شرائط الفيديو واسطوانات الليزر مؤجرة كانت أو مباعة.

## القصة
قصة الفيلم مزيج من روايتى ل. فرانك بوم: (أوزما أميرة أوز) و(أرض أوز العجيبة) وكلا الروايتين قد كتبت كتتمة لرواية (أرض أوز الرائعة)
مضت شهور قلائل على وقائع وأحداث ساحر أوز ولا تستطيع دوروثى جيل (التي قامت بدورها فيروزا بالك) التوقف عن التفكير في المغامرة التي وقعت لها ولا في أصدقائها وخصوصا خيال الظل (الفزاعة) والحطاب الصفيحى والليث الجبان.و ذات ليلة شاهدت دوروثى شهابا ثاقبا يندفع ساقطا من السماء عبر نافذتها إلى مكان ما بالمزرعة وفي صباح اليوم التالي وهي تفتش عن بيض دجاجتها بيلينا عثرت على مفتاح اعتقدت أنه أرسل إليها من أوز على متن ذلك الشهاب.
الخالة إيم خالة دوروثى (قامت بدورها بايبر لورى) شعرت بالقلق على دوروثى لعدم استطاعتها النوم منذ عودتها لذلك اصطحبت دوروثى إلى الدكتور النفساني وورلى (قام بدوره نيكول ويليامسون)لتمكث في عيادته في البلدة وتبيت الليلة عنده وقد قرأ زوج خالتها إعلانا في الجريدة عن العلاج بالصدمات الكهربية في عيادة هذا الطبيب والذي يستخدم الكهرباء ذلك الاختراع المعجزة وهم على أعتاب أول أيام قرن جديد القرن العشرين قرن الكهرباء. واصطحبتها الممرضة نيلسون الصارمة التي ترتدى ثوبا أسود اللون كئيب إلى حجرة بالمشفى لتمكث بها ريثما تعود وتأخذها إلى قاعة العلاج.و رأت الممرضين في ممرات المشفى يجرون محفات ذات صرير.و خلال انتظارها في غرفتها بالعيادة التقت بها فتاة شقراء غامضة مجهولة (قامت بدورها إيما رايدلى) منحتها قرعة عسلية صغيرة قائلة إن عيد الهالوين (كل القديسين) يقترب
في تلك الليلة العاصفة أُحضِرت دوروثى إلى غرفة العلاج، لكن انقطعت الكهرباء.و عندما انصرف د.وورلى ومساعدته الممرضة ويلسون (قامت بدورها جين مارش) لفحص المولد الكهربى وتفقده أتت الفتاة الغامضة وأطلقت سراح دوروثى وفكت قيودها وفرتا سويا من المشفى. لاحقتهما الممرضة ويلسون حتى نهر حيث سقطت دوروثى والفتاة في مجرى المياه العنيف الجارف.تلاشت الفتاة واختفت ولكن دوروثى تمكنت من الزحف لتدخل في عشة دجاج قديمة وفقدت الوعى بينما سبحت العشة وطفت منطلقة تمخر عباب النهر
استيقظت دوروثى وأفاقت لتجد الفيضان قد زال وعشة الدجاجة تقف على حافة الصحراء المميتة في أرض أوز.و معها بيللينا التي تستطيع الآن التحدث (بصوت الممثلة دينيس براير).شعرت دوروثى بالإثارة لدى علمها أنها عادت إلى أوز وأرادت أن تقابل بيللينا بجميع أصدقائها القدامى.و سارت بحرص على صخور متحاشية لمس رمال الصحراء المميتة لئلا تتحول إلى رمال ومروا بالمصادفة على بقايا منزلها القديم (الذي حمله إعصار التورنيدو في فيلم ساحر أوز) ولكن المنزل الآن كان محاطا بغابة خاوية ولا أثر للمونشكينز في أي مكان.و على مقربة منه اكتشفت هي أيضا طريق القرميد الأصفر وأفزعها وروعها أن رأت أنه مهشم وقد فقدت ترصيصه وصار في حالة يرثى لها.. وخلال ذلك كان بصاصو وعيون النوم كينج يبلغونه بعودتها واكتشافها هذا الطريق فقال: اذن تتولى أمرها مومبى!
اندفعت دوروثى والدجاجة تعدو خلفها عبر الطريق المؤدى إلى مدينة الزمرد والتي كانت أيضا أطلالا وخرائب.كل سكانها قد استحالوا إلى حجارة ومن بينهم الحطاب الصفيحى والليث الجبان.و عندئذ هاجمهما راكبو العجلات: وهي مخلوقات شبيهة بالبشر ذات هيئة بشرية ممسوخة لها عجلات بدلا من اليدين والقدمين.طوردت دوروثى وبيللينا وأُلجئت إلى حارة أو درب مسدود كادت تحاصر فيه لولا أن اكتشفت ثقب مفتاح في حائطه فاستخدمت دوروثى المفتاح الذي عثرت عليه من قبل في كنساس وفتحت بابا خفيا وأغلقت هي والدجاجة خلفهما وصارتا بأمان
في الحجرة عثرتا على تيك توك (قام بالأداء الصوتى له شين باريت) وهي إنسان آلى ميكانيكى مستدير قامت دوروثى بتشغيله بالزنبرك الذي في ظهره ثلاثة زنبركات أحدهم للكلام والثاني للتفكير والثالث للحركة.و أخبر تيك توك دوروثى بأن خيال المآتة قد تركه هاهنا لينتظر مجيئها بينما بدأ السكان يتحولون إلى حجر وأنه سيخدمها بكل وسيلة وطريقة ممكنة لديه.و دافع تيك توك عن دوروثى وحماها من راكبى العجلات وأجبر قائدهم على ايصالهم إلى القصر الملكى حيث تقيم الآن الأميرة مومبى
اتضح أن الأميرة مومبى التي تجلس في قاعة العرش الذهبية ذات المرايا اللانهائية وتعزف على آلة البُزُق ما هي إلا ساحرة شريرة تملك متحف ونخبة مجموعة واحد وثلاثون رأسا - ثلاثين رأسا جميلا بالإضافة لرأسها الدميم الأصلي الحقيقى الذي تضعه في فاترينة ذات مرآة تخفى محتواه وليست زجاجية شفافة كفاترينات الرؤوس الأخرى وجواره عدة مسحيق سحرية منها مسحوق الحياة - تبدلها وتغيرها كما تشاء.و أخبرت دوروثى أن النوم كينج قد أخذ خيال المآتة وجميع الزمرد من مدينة الزمرد واسترده من جديد وأعاده مرة أخرى إلى جبله وأحال كل الناس إلى حجارة.ثم بعدئذ سجنت الأميرة مومبى دوروثى وبيللينا في برج القلعة لتحوز رأسها الجميل وتضمه إلى مجموعتها عندما تكبر دوروثى إلى سن مناسبة وانتوت مومبى أيضا أن تأكل الدجاجة في الغداء بينما توقف تيك توك عن الحراك هائما على وجهه بلا حيلة ولا معين وقد استنفد مخزون زنبرك الحركة
في البرج قابلت دوروثى جاك ذو رأس القرع العسلى (قام بالأداء الصوتى بريان هينسون) وهو أبله صنع من حطب لجسده وأطرافه وقرعة عسلية لرأسه.شرح أنه قد صنعته فتاة يافعة تشبه دوروثى إلى حد كبير ووهبت له الحياة بمسحوق الحياة. وعند معرفتها هذه المعلومة خططت دوروثى خطة: تيك توك وجاك سينشئان سفينة من الأرائك واستخدما سعف النخيل كأجنحة ورأس أيل محنطة للمقدمة. وفي أثناء ذلك تسللت دوروثى من البرج (الذي تناول جاك مفتاحه بذراعيه الطويلتين غير الاعتيادتين من الخارج وفتح المزلاج به) وو دخلت غرفة نوم مومبى وفكت الشريط الحريرى الأسود الذي تربط به المفتاح الوردى في يدها مفتاح فاترينات الرؤوس ودخلت قاعة الرؤوس وكانت الرؤوس كلها نائمة مثل مومبى التي تنام بدون رأس وحصلت على مسحوق الحياة من فاترينة مومبى ولكن أسقطت قنينة صغيرة أحدثت صوتا كان كافيا لاستيقاظ الرأس الدميم الذي زمجر وقال دوروثى جيل وصاح فأيقظ الرؤوس كلها وأيقظ مومبى. ورغم أن مومبى استيقظت وحطمت الفاترينة المغلقة ذات المرآة إذ المفتاح مع دوروثى وتناولت رأسها الحقيقى وارتدته وطاردت دوروثى إلا أن الجمع تمكن من الهروب من البرج بواسطة السفينة الطائرة الحية الآن بعد رش المسحوق عليها والنطق بالكلمات السحرية الثلاث (و قام بأداء صوت الأيل المتكلم لايل كونواى) وتوجهوا صوب جبل النوم كينج.و حاول راكبو العجلات بأمر مومبى ملاحقتهم أرضا إلا أن الصحراء المميتة التي تفصل بين مدينة الزمرد وجبل النوم كينج منعت ذلك وسقط بعض راكبى العجلات في اندفاعهم على رمال الصحراء فاستحالوا رمالا فتراجع الباقون ونكصوا على أعقابهم راجعين إلى مومبى بالخيبة فأمرتهم أن يأخذوها عبر نفق سحرى لتقابل النوم كينج
رغم أنهم طاروا طوال الليل وخلاله دون عوائق إلا أن السفينة المبنية في عجالة تفككت اوصالها وتمزقت اربا وسط الجو في صباح اليوم التالي وهبطت محكمة على جبل النوم كينج.و تذكروا مقالة راكبى العجلات عن مقت النوم كينج للدجاج فأخفوا وخبؤوا بيللينا داخل رأس جاك القرعة العسلية المجوفة المفرغة.و أحس النوم كينج بجلبة على سطحه فأرسل جواسيسه يستطلعون الأمر فعادوا وأخبروه بأنها دوروثى هربت من مومبى وصلت إلى جبلنا ومعها جيش صغير فقال النوم كينج أنها أقوى مما كنت أتصور.ثم ظهر متشكلا لهم على سطح الجبل وسألهم عما يفعلون فوق جبله فطلبت منه دوروثى أن يطلق سرا خيال المآتة ويعيد مدينة الزمرد وأهلها إلى سابق عهدهم والا فستهزمه بجيش أوز الملكى (تيك توك) وترغمه على تنفيذ ذلك فضحك ساخرا وخسف بها وبأصدقائها الأرض وأخبرها خلال سقوطها في الظلمات: هنا تُصنع جميع الأحجار الكريمة التي في العالم ولك أن تتصورى مدى غضبى عندما يأتي أهل أوز ويسرقون منى زمردى فقالت له أن لديك الكثير جدا فاقنع.و التقت لدى هبوطها في بلاط النوم كينج بخيال المآتة للحظة خاطفة اختفى بعدها فسألت النوم كينج عنه فقال أنه اللص الذي يسرقنى لذلك فقد حولته إلى تحفة في متحفى فبكت دوروثى فرأف بها
رحب النوم كينج (نيكول ويليامسون) بدوروثى وأصحابها داخل الجبل وقدم لهم مشروبا وكعكا كان الكعك من الحجر الجيرى الذيذ والمشروب من كبريت سائل ساخن. وشرح أنه حول خيال المآتة إلى تحفة وحلية، وانه مسخ مدينة الزمرد انتقاما لأن كل زمردها مسروق منه.ثم بعدئذ تحداهم في لعبة تخمينات خطيرة وحاسمة. سيكتشفون غرفة نخبة تحفه كل منهم على حدة، ويختارون تحفة ويقولون «أوز» فان كانت التحفة هي خيال المآتة فسيعود إلى صورته الأصلية ويمكنهم حينئذ الانصراف. وسيكون لدى كل منهم ثلاث تخمينات فقط فلما ترددوا في قبول ذلك هددهم بناره الملتهبة
وافقوا على الشروط والقواعد وكان الأيل بسفينته أول من غادر الكهيف الرئيسى متجها صوب غرفة التحف.و عندما لم يتمكن من العثور على خيال المآتة فشل في العودة والرجوع كاشفا بذلك حقيقة مخفاة هي انهم إذا اخفقوا في التخمينات الثلاث يستحيلون هم أنفسهم إلى تحف.و كان الدور بعده على جاك وعندما أخفق هو الآخر أيضا كان الدور على تيك توك
بقت دوروثى وحدها فافصح النوم كينج عن كونه مرتديا الشبشب الياقوتى.و اخبر دوروثى أن الشبشب هبط عليه من السماء ذات يوم بمحض الصدفة عندما سقط من قدمى دوروثى عندما غادرت أوز في المرة السابقة.و بواسطة الشبشب الياقوتى تمكن النوم كينج باحتلال مدينة الزمرد وقهرها وهزيمتها.و عرض عليها أن يعيدها إلى كنساس بلا اذى ولا ضرر بشرط أن تنسى كل شيء عن أوز وأصدقائها ولكن دوروثى رفضت العرض
علم النوم كينج عن طريق أحد أعوانه وجواسيسه أن تيك توك قد توقف قبل أن يتم محاولته التخمينية الأخيرة ويقف بلا حراك في غرفة التحف.فاعتقدت دوروثى أن طاقته الزنبركية قد استنفدت ولذلك سمح لها النوم كينج بالدخول لتملأ زنبركه ثم تجرب حظها هي الأخرى ويأتي الدور عليها في التخمين بعد تيك توك.دخلت دوروثى حجرة التحف لتجد أن تيك توك لم تنفد طاقته وانما تظاهر بذلك لتجد هي الذريعة لدخول الغرفة معه.و فكر تيك توك أنه لو اخفق في محاولته الأخيرة فسترى دوروثى التحفة التي تحول هو إليها وتنال استعدادا أفضل لتخمن بنفسها.و بالفعل فشل تيك توك في تخمينه الأخير ولكن بقيت دوروثى غير قادرة على تقرير نوعية الشئ الذي استحال إليه.و ملأت النوم كينج الثقة بأنه سرعان ما تخفق دوروثى ويصبح بشريا بشكل كامل وينتهى كل من يتذكر شيئا يسمى أوز
قامت دوروثى بتخمينين فاشلين وقررت أن تترك تخمينها الأخير للحظ واغمضت عينيها واختارت بشكل اعمى.و قد قبضت اولا على نسر ذهبى ولكن غيرت رأيها في اللحظة الأخيرة لتمسك جوهرة خضراء كبيرة. وصاحت «أوز!»
و عنئذ تحولت الجوهرة إلى خيال المآتة.و أدركت أن النوم كينج قد حول الناس المسحورين من أوز إلى تحف خضراء، هرعت دوروثى وخيال المآتة وأسرعا يجوبان أرجاء الغرفة ليعثرا على التحف الخضراء الأخرى واستعاد أصدقاؤها واحدا تلو الآخر صورتهم الأولى الأصلية الطبيعية
عصف الغضب بالنوم كينج لما أدرك أنه هُزم وثارت ثائرته وجن جنونه والتقته مومبى وسجدت له وكان واثقا في نفسه فلما نجحت دوروثى في التخمين غضب وسجن مومبى في قفص وأوقف اللعبة وزلزل حجرة التحف واقتحمها والتقط جاك من قدميه عازما على أكله بعدما التهم أريكة الأيل دون الأيل فوضعت بيللينا المختبئة في رأس جاك بيضة سقطت في حلق النوم كينج.و أهلك ذلك النوم كينج ودمره لأن البيض سام له ولأعوانه.و تفتت النوم كينج وجميع أعوانه إلى صخور غير ضارة
وجدت دوروثى الشبشب الياقوتى وسط بقايا النوم كينج.و بينما ينهار قصر الجبل ويتداعي، ارتدت الشبشب السحرى في قدميها، ودقت كعبيها ثلاث مرات وتمنت أن «نعود كلنا بأمان وسلامة إلى أوز وأن تعود مدينة الزمرد وجميع من فيها من أهلها إلى الحياة». تحقق ذلك وانتقل حزب أوز سالمين إلى جانب التل المقابل لمدينة الزمرد المعاد بناؤها
أقيم حفل انتصار داخل القصر الملكى.عندما قالت دوروثى «أتمنى أن أكون في كلا المكانين في نفس الوقت» أظهر الشبشب الياقوتى الأميرة أوزما، والتي كانت حبيسة مرايا القصر بواسطة مومبى (بأوامر من النوم كينج) وحررتها دوروثى من المرايا بأن أمسكت يديها وشابكت أنامل يديها مع أناملها وجذبتها خارج المرآة. واتضح أن أوزما هي أم جاك ذى رأس القرع العسلى، والحاكمة الشرعية لأوز، والفتاة التي حررت دوروثى من المستشفى في بداية الفيلم.و سلمت دوروثى الشبشب الياقوتى لأوزما وطلبت منها أن تحقق لها أمنيتها بالعودة إلى وطنها.عندئذ دقت أوزما كعبيها ثلاث مرات واختفت دوروثى بعدما ودعت أصدقاءها وآثرت الدجاجة البقاء في أوز للأبد وعدم العودة
صحت دوروثى مستلقية في غور موحل على ضفاف نهر في كنساس.و سرعان ما وجدها كلبها تورو والعم هنرى والخالة إيم، وعلمت دوروثى أن العيادة نشبت فيها النيران خلال العاصفة، وأن الدكتور قد قُتل وهو يحاول إنقاذ آلاته. وشاهدت دوروثى وهي عائدة مع خالتها عربة الشرطة والممرضة ويلسون سجينة فيها تماما كما رأت الساحرة مومبى قد سجنها النوم كينج عقابا لها على هروب دوروثى من قبضتها وأبقاها أهل أوز في قفصها لتكون عبرة لمن يراها وليتقوا شرها المستطير.كأن احساس الطفلة يكون صائبا
في غرفتها الجديدة في المزرعة، تمكنت دوروثى من رؤية أوزما وبيللينا (التي مكثت وبقت في أوز) في المرآة، ورجحت أن الأحداث في أوز أكثر حقيقية من مجرد حلم.و انتهى الفيلم بدوروثى وتورو يتجهان خارج المنزل ليلعبان في الساحة

## طرائف وخدع في الفيلم
- كان بداخل تيك توك رجل رياضي مطاطى (كاوتشوك) مرن البدن يقف على يديه وقدميه وهو الذي يحركه!!
- نرى مدى الإبداع في النحت والتشكيل في تصوير النوم كينج وكذلك أعوانه ونحت أهل مدينة أوز جميعا والجهد الذي تجشمه النحات وصناع الفيلم في ذلك
- كذلك خدعة الرؤوس
- أعيد مشهد سقوط دوروثى على أريكة فوق جبل النوم كينج 11 مرة
- في الأصل كان لليث الجبان والحطاب الصفيحى وخيال المآتة أدوارا محورية في الفيلم لكن نقص الميزانية اضطر صناع الفيلم إلى تقصير واختصار أدوارهم وظهورهم
- دعا المخرج والتر مورش صديقه جورج لوكاس لزيارته ذات يوم.و خلال هذه الزيارة تجول لوكاس متفقدا جميع مراحل الصوت حيث التقى بالمنتج ريك ماك كالوم ووجده يعمل في فيلم صغير.و أصبح الاثنان صديقين ولاحقا اشتركا في سلسلة أفلام «حرب الكواكب»
- فكرت شركة ديزنى في أواخر الخمسينيات في صنع فيلم أوز باستخدام مرتديى عرائس ميكى ماوس في نادى ميكى ماوس إلا أنها تراجعت وقدمت بدلا منه أطفال في مدينة الدمى 1961
- قامت فيروزا بالك بأداء معظم مشاهد الفيلم حافية القدمين لأن الحذاء الأسود لم يكن مريحا لها والشبشب الياقوتى رهيف وهش جدا جدا وسهل التلف لذا فلم تكن ترتدى الحذاء الا حينما تتسلط الكاميرا على قدميها
- سجل الفيلم في موسوعة جينيس للأرقام القياسية لأطول فترة بين فيلم وتتمته (46 عاما بينه وبين فيلم ساحر أوز)
- رشحت إيما رايدلى التي قامت بدور أوزما لدور دوروثى كذلك
- بونس مار الذي قام بدور قائد راكبى العجلات وهو أحد ممرضى المشفى وأدى صوتيا دور أحد جواسيس النوم كينج وكذلك كان مدربا حركيا للفيلم وعمل على تنمية حركات وأوضاع خيال المآتة وجاك ذو رأس القرع العسلى
- كان مخططا لخيال المآتة أن يكون وجهه متحركا تماما كوجه الأيل في الفيلم إلا أن عجز الميزانية اضطر الصناع لوضع عدة أقنعة له بملامح وتعبيرات متنوعة
- مشاهد عديدة صورت في فضاء كنساس المفتوح منها طلاء الوجه بين دوروثى والخالة إيم، وبيللينا تركض خلال مطبخ البيت، والعم هنرى يقرأ مزق من الصحف عن تفاصيل اختفاء دوروثى في الاعصار، كلها قُطعت من الفيلم النهائي وأزيلت

## مقارنات مع فيلم ساحر أوز
يشار إلى فيلم العودة إلى أوز عادة كتتمة وتكملة لفيلم ساحر أوز المنتج عام 1939 ولكن ذلك صحيح بشكل جزئي فقط.فقد احتفظ صناع الفيلم الجديد ببعض موسيقى فيلم مترو جولدن ماير 1939.و الحذاء الفضى في رواية بوم ظل هو الشبشب الياقوتى في العودة إلى أوز كما كان تماما في فيلم مترو جولن ماير (م.ج.م).كذلك أسلوب فيلم م.ج.م في اعتماد تخيل دوروثى لأوز على أساس الناس الذين تعرقهم هي في العالم الحقيقى (عالم الواقع) وهو ما ليس موجودا في الرواية الأصلية بقى أيضا في العودة إلى أوز ولم يتم المساس به كما كان تماما في فيلم 1939، ولعب الممثلون في العودة إلى أوز أدوارا مزدوجة كشخصيا في عالم الواقع وفي أرض أوز.و على أية حال فان هذه أقصى حدود التشابه والتماثل بين الفيلمين
فبجانب كونه أكثر واقعية وميلا للواقع وأكثر إظلاما وليس فيلما استعراضيا ولا موسيقيا، فان الفيلم أكثر اقترابا وتطابقا ومصداقية مع الفكرة والتصور الأصليين لأوز كما هي موصوفة في كتب بوم.و قد أبقى على عناصر مفتاحية معينة من الروايات مثل قصة الحطاب الصفيحى التي لم يرد ذكرها حتى في فيلم 1939.أيضا كان عمر فيروزا بالك تسع سنوات خلال تصوير فيلم العودة إلى أوز وهو أقرب لعمر دوروثى في الروايات من عمر الممثلة جودى جارلاند التي كانت في السادسة عشرة لما قامت بالتمثيل في فيلم ساحر أوز.كذلك فان الفيلم ملئ بالمواقف المزعجة المقلقة ومشاهد العنف.رغم أن هذا أحد الشكاوى الرئيسة من أولئك الذين لم يألفوا الروايات ولا اعتادوها، فان ذلك أيضا أكثر مصداقية وتطابقا مع رؤية بوم: لقد كان شائعا في رواياته أن تحتوى مثل هذه المشاهد، رغم أنها كانت خيالية كنزوة أو هوى أكثر منها مخيفة
الغريب أن الساحرة الطيبة جليندا كانت غائبة تماما عن الفيلم. فقد لعبت دورا رئيسيا في فيلم 1939، وتقريبا كذلك في جميع الروايات.في أوزما أميرة أوز، منحت أوزما بساطا سحريا عليه عبرت واجتازت الصحراء المميتة. من بين أفكار وشخصيات فرانك بوم العديدة التي كانت في روايتى (أوزما أميرة أوز) و(أرض أوز) ولم تظهر في الفيلم:
- فتاة الرقاع (الباتشوورك) والرجل المصنوع من كتلة كثة من الصوف الخشن، وابنة قوس قزح متعددة الألوان، والرجل الضفدع، وتومى سريع الخطوات، والرجل المجدول المضفور وأوجو.. كل أولئك شخصيات محيطة في خلفية المشهد الأخير.و كذلك جيليا جامب والجنرال جينجور وكابتن الحراس كانوا في المشهد أيضا
- المحاولة غير الناجحة التي قام بها النوم كينج لغزو مدينة الزمرد عبر نفق وقعت في (مدينة زمرد أوز)
- رغم أن خرائط أوز تختلف وتتنوع وتتباين خصوصا شرقا وغربا والعكس فمن الممكن والمحتمل أن تفقد دوروثى حذاءها في الطيران فوق مملكة النوم كينج وإقليمه بعد زيارتها الأولى.و إذا اقتربت اعصار التورنيدو من أوز من جهة الشرق فمن الممكن أن يكون ذلك هو اتجاه عودة دوروثى إلى كنساس.في رواية بوم المسماة مدفع أوز ضاع الحذاء الفضى في خلال مرور دوروثى فوق الصحراء المميتة. وامتلك النوم كينج حزاما سحريا قد حصلت عليه أوزما لاحقا واستخدمه في تحقيق معظم الأغراض التي حققها في الفيلم بالشبشب الياقوتى
- وخسائر العم هنرى والخالة إيم المالية من جراء خسارتهما منزلهما نتيجة اعصار التورنيدو وحجز البنك على المزرعة سدادا لديونهما المستحقة له كانت سمة قوية في رواية (مدينة زمرد أوز)
- وخطف النوم كينج لأحد ما عن طريق النفق الذي يبدو بلا نهاية خلال مركز الأرض وقع في رواية (تيك توك الأوزى)
- خطة النوم كينج ليصبح إنسانا تم الاقتراب منها على استحياء في رواية (سحر أوز)
- في فيلم 1939 ساحر أوز كان توتو كلب نشيط وذكى من كلاب الصيد من النوع الذي بلون ركام الحجارة (التريير كيرن).أما في فيلمنا هذا فكان كلب صيد أيضا لكن من النوع الحدودى الحوافى (التريير بوردر). وفي روايات بوم الأصلية لم يحدد نوع وسلالة توتو انما وصف فقط بأنه كلب أسود ضئيل له شعر طويل ناعم حريرى وعيون سوداء صغيرة تتلألأ بشكل مبهج على كلا جانبى أنفه المضحك الدقيق الصغير جدا.لكنه كان بنى اللون في فيلمنا.
- والأميرة مومبى في الفيلم هي خليط من شخصيتين من الروايات: الأميرة لانجوايدير والساحرة مومبى.و بالمثل فان جليندا دور كلا الساحرتين الطيبتين في ساحر أوز

## الاستقبال الجماهيرى للفيلم
بلغت ميزانية صنعه خمسة وعشرين مليون دولاراً أمريكياً وهو مبلغ باهظ وقتذاك وقد تعدت تكاليف صنعه ميزانيته المحددة ولاقى صعوبات كثيرة خلال التصوير.و رغم عرضه وسط الكثير من الألحان القصيرة المعزوفة على البوق - فقد تم العرض الأول له في قاعة موسيقى راديو المدينة وملأ العودة إلى أوز المكان بشخصيات من الفيلم بدت كجزء من الاستعراض الكهربائي بالشارع الرئيسى بمدينة ديزنى لاند - إلا أن الفيلم تهاوى في دور العرض
كانت منظمات الرقابة على المواد المقدمة للأطفال السبب الأساسي في ذلك السقوط والأداء الهزيل في دور العرض.فقد أعلن العديد من النقاد أن الفيلم مزعج مقلق للغاية أو مخيف للأطفال الصغار.و على أية حال فإن العديد من النقاد أيضا من ضمنهم هارلان إيليسون أثنوا على الفيلم ومدحوه لأصالته ومؤثراته البصرية.و لا يزال يشار إليه إلى اليوم بمصطلح «سابق عصره» لجودته ومؤثراته الخاصة
المشاهدون الذين لم يألفوا روايات أوز ولم يعتادوها وجدوا الشخصيات والمشاهد غريبة الأطوار وغير مألوفة، بما أن شخصيات قليلة من الفيلم الأول ظهرت بجانب دوروثى.و خيال المآتة ظهر ظهورا قصيرا مقتضبا فقط مع حوار محدود، وشوهد الليث الجبان والحطاب الصفيحى لكن لم يتكلما قط طوال الفيلم
بالأخذ في الاعتبار كم كانت مفزعة مهولة عناصر عديدة في فيلم 1939 بالنسبة للأجيال السابقة، فان الكثير من النقاد والمشاهدين بدا كما لو أنه تناسى أنه قد قدم أوز كأرض جنيات خيالية.و هدف بوم الأصلي أن يخلق أوز كعالم ودنيا لها ملامح وخصائص فردوسية ومخيفة ومرعبة في آن واحد معا، وربما يكون العودة إلى أوز الأقرب إلى رؤيته ووجهة نظره الأصلية تلك
وفقا لهارلان إيليسون في كتابه «مشاهدات هارلان إيليسون» فان الاستوديو قد قام بتثبيط وتخريب (تحطيم) نجاح الفيلم بنية مبيتة وتعمد.منذ أن اعتبروا الفيلم قليل الشعبية والربح، لم يدعموا الإعلانات الجذابة الايجابية عن الفيلم في التلفاز وقللوا المساحة الإعلانية وحددوا مدة بقائه في دور العرض السينمائي بأقل من أسبوع.و في وقت عرضه في السينمات نشر إيليسون مختصرا وعرضا لقصة الفيلم في مجلة إسحاق أسيموف للخيال العلمى يرغب القراء ويحثهم أن «يذهبوا ليشاهدوه ويروه قبل أن يختفى».و وصف هو السبب في هجران الناس لهذا الفيلم وعزوفهم عن مشاهدته مشبها ذلك بما حدث عام 1984 من هزة في إدارة ديزنى والتي ربما يتمنى رجلها الجديد (مايكل إيسنر) أن يدعم موقفه وحضوره بجعل جهود سلفه تبدو عقيمة وغير ذات جدوى.لقد اعتقد أن الفيلم قد كلل بالنجاح وقد سُمِحَ للمشاهدين بمشاهدته
بالرغم من الاستقبال الهزيل الضعيف للفيلم، فقد ظل حاضرا في ذاكرة وصناعة خيالات والت ديزنى ولم يُنسَى.فقد تجلى تفسير الفيلم لأوز في قوارب قناة البر ذات الكتاب القصصى الجذابة في منتجع ديزنى لاند بباريس